# سيغفريد إنغلمان
سيغفريد إنغلمان (بالإنجليزية: Siegfried Engelmann)‏‏ (26 نوفمبر 1931 في شيكاغو - 15 فبراير 2019 ) تربوي من الولايات المتحدة.